# Mieczysław Mołdawa
Mieczysław Mołdawa (ur. 8 lipca 1923 w Łodzi zm. 12 grudnia 2016) – polski architekt, docent doktor inżynier, więzień obozów koncentracyjnych (numer obozowy P749), autor książek.

## Życiorys
Do grudnia 1939 r., Mołdawa był uczniem łódzkiego gimnazjum im. Józefa Piłsudskiego, gdzie był m.in. doboszem Hufca Orląt Związku Strzeleckiego przy Państwowym Monopolu Spirytusowym w Łodzi (pracował tam jego ojciec Julian, były żołnierz frontowy Legionów Polskich). W zimie 1940 r. przedostał się do wsi Bród-Gałki koło Gielniowa i trafił do oddziału mjra Henryka Dobrzańskiego „Hubala”. Należał do kompanii uczniowskiej aż do rozwiązania oddziału w marcu 1940 r. Został aresztowany przez Gestapo na terenie Austrii przy próbie przedostania się przez granicę jugosłowiańską, w drodze do Wojska Polskiego na zachodzie Europy. W latach 1940–1945 był więźniem obozów koncentracyjnych Dachau, Gross-Rosen (4 lata), Mauthausen i Sachsenhausen.
Wrócił do Polski i po egzaminie maturalnym w październiku 1945 r., rozpoczął studia na Wydziale Architektury Politechniki Warszawskiej. Ukończył je w grudniu 1950 r. Podczas studiów działał w pozarządowym studenckim ruchu młodzieżowym, współtworzył Polski Związek byłych Więźniów Politycznych i od 1946 r. był Przewodniczącym Sekcji Młodzieżowej PZBWP w Warszawie, do jej rozwiązania przez władze komunistyczne w 1949 r. Do 1970 r. był głównym projektantem i specjalistą w czołowych Biurach Projektów Warszawy.
W 1965 r., z inicjatywy i przy współudziale byłych więźniów politycznych Pawiaka, brał udział w budowie Muzeum Więzienia Pawiak. Wspólnie z prof. dr hab. Romualdem Guttem zaprojektował całość założenia architektonicznego. Budynek Muzeum wzniesiono na ocalałych fundamentach podziemnych kazamat VII i VIII oddziału więzienia wysadzonego przez Niemców w sierpniu 1944 r.
W 1968 r. otrzymał stopień naukowy doktora na Wydziale Inżynierii Wodnej i Sanitarnej Politechniki Warszawskiej. W PRL do 1970 r. miał zakaz wyjazdu na Zachód. Od 1972 r. był wykładowcą i docentem na Wydziale Inżynierii Budowlanej i Sanitarnej Politechniki Lubelskiej (późniejszym Wydziale Budownictwa i Architektury). Bezpartyjny, w 1980 r. współzakładał uczelnianą Solidarność.
W 1992 r. został założycielem i pierwszym Prezesem Towarzystwa Opieki nad Byłym Obozem Koncentracyjnym Gross-Rosen, gdzie podjął walkę o ochronę obiektów poobozowych i zaprzestanie eksploatacji kamieniołomu Gross-Rosen, które było miejscem umęczenia i mordu tysięcy więźniów.

## Śmierć
Został pochowany na Cmentarzu Południowym w Warszawie.